# Falk Wendrich
Falk Wendrich (ur. 12 czerwca 1995) – niemiecki lekkoatleta specjalizujący się w skoku wzwyż.
W 2011 został srebrnym medalistą olimpijskiego festiwalu młodzieży Europy. Rok później został w Barcelonie wicemistrzem świata juniorów.
Rekordy życiowe: stadion – 2,29 (25 sierpnia 2017, Tajpej); hala – 2,20 (6 stycznia 2013, Clarholz).

## Osiągnięcia
| Rok  | Impreza                                    | Miejsce   | Pozycja    | Wynik |
| ---- | ------------------------------------------ | --------- | ---------- | ----- |
| 2011 | Letni olimpijski festiwal młodzieży Europy | Trabzon   | 2. miejsce | 2,08  |
| 2012 | Mistrzostwa świata juniorów                | Barcelona | 2. miejsce | 2,24  |
| 2014 | Mistrzostwa świata juniorów                | Eugene    | 5. miejsce | 2,22  |
| 2017 | Młodzieżowe mistrzostwa Europy             | Bydgoszcz | 5. miejsce | 2,22  |
| 2017 | Uniwersjada                                | Tajpej    | 1. miejsce | 2,29  |
| 2019 | Halowe mistrzostwa Europy                  | Glasgow   | 7. miejsce | 2,18  |